# 奥德赛

《奥德赛》的首段（希腊文）

《奥德赛》（羅馬化：Odýsseia），又译《奧狄賽》、《奧德修斯返國記》、《奥德修纪》或《奧德賽漂流記》，是古希腊最重要的两部史诗之一（另一部是《伊利亚特》）。《奥德赛》延续了《伊利亚特》中的故事情节，由盲眼诗人荷马所作。这部史诗是西方文学的奠基之作，是除《伊利亚特》以外现存最古老的西方文学作品。一般认为《奥德赛》创作于公元前8世纪末的爱奥尼亚（今希腊安纳托利亚的沿海地区）。
《奥德赛》主要讲述了希腊英雄奥德修斯（或譯奧德賽斯，罗马神话中称为“尤利西斯”）在特洛伊陷落后返乡。長達十年的特洛伊戰爭结束后，奥德修斯又漂泊了十年，才回到故乡伊萨卡。當時人们都认为他死了，而在這時，他的妻子珀涅罗珀和儿子忒勒玛科斯正在面对一群放肆的求婚者，这些人相互竞争，以求与珀涅罗珀成婚。
現今《奥德赛》已被翻譯為多国语言，是人們公认的世界文学经典。许多学者认为这部史诗是由一些诗人、歌手或专业表演者口头创作而成的。至于当时口头表演的细节是如何、故事是如何由口头诗歌轉变为书面著作，学者至今仍争论不休。《奥德赛》的用语是一种书面的诗话希腊语，混合了伊歐里斯語、愛奧尼亞語等多种希腊方言。全诗一共有12,110行，通篇使用了六音步长短短格。《奥德赛》引人注目的元素包含了故事中戰士們的行動、詩歌的非線性敘事方法，以及婦人和農奴對事件發展的影響。
《奥德赛》亦流傳了一个失落的续集，即忒勒戈诺斯史诗，据说是由斯巴达的修涅诵所著的，而並非荷马。另一种说法則是被缪西斯或昔兰尼的犹哥蒙所藏了起來。
在英文及其他很多语言中，单词“Odyssey”（奥德赛）扩展意义上表示“一系列漫长的流浪或者一段漫长的冒险旅程”，也可作为比喻意义。如电影2001: A Space Odyssey（2001太空漫游）、纪录片The Story of Film: An Odyssey（电影史话）。

## 作者介紹
現代學者多認為《奧德賽》的作者是希臘吟遊詩人荷馬。荷馬約出生於西元前 8-9 世紀的小亞細亞一帶，而他最為人稱道的兩部作品——《伊利亞德》與《奧德賽》（合稱「荷馬史詩」），對後代的文學、思想造就深遠影響。然而，關於他的文獻記載極少，而現有資訊也對他的生平眾說紛紜，例如有人主張他生活年代約在公元前 850 年，亦有人認為他處於公元前 10 世紀；對於他的出生地，更是被眾人說成了7個城市。
此外，西方學界更對「荷馬問題」爭論許久：究竟荷馬是為何人？是否真有此人？因為記載荷馬生平的傳記多對其生活年代、籍貫、生理特徵（像是有沒有失明）等作出了不同的描述。現今主要包含了三大學派：短歌說、統一說、核心說。德國學者沃爾夫提出「短歌說」，指出公元前 9-13 世紀的史詩，各部份經不同人所作，經口耳相傳、加工，整理成文字，不過，基本上荷馬仍是主要作者；義大利學者維科則提出「統一說」，認為荷馬善用並集結前人資料，創作成詩歌；而「核心說」則是容雜「短歌說」與「統一說」兩方觀點，認為在兩部史詩形成前，荷馬已創作兩部篇幅不等的史詩，後來經他人加工彙整，形成現在看到的長篇。

## 寫作背景與歷史
透過閱讀荷馬的史詩《伊利亞特》和《奧德賽》，我們可以知道《伊利亞特》以特洛伊戰爭作為劇情發展的基礎，而《奧德賽》的內容為接續特洛伊戰爭所延伸出的內容，史詩的兩部分皆融合了希臘神話故事的元素，目前普遍認為詩人荷馬創作《奧德賽》的時間是公元前八世紀，而《奧德賽》的內容描述戰爭英雄—奧德修斯在特洛伊戰爭之後的返家旅程，其中特洛伊戰爭被估計發生於西元前十二世紀，地點位於當今靠近愛琴海的安納托利亞高原上，因為帕里斯搶奪斯巴達國王的妻子—海倫，所以引發了特洛伊戰爭，而在兩卷史詩中，古希臘流傳下來的神話是史詩不可或缺的內容，希臘神話中的眾神是開啟史詩篇章的人物，由前述可知《奧德賽》以特洛伊戰爭的歷史和希臘神話為創作的背景和素材。

## 角色介紹
- 奧德修斯：特洛伊戰爭後，在海上流浪十年終於返鄉，並殺死企圖篡位的求婚者。
- 阿爾喀諾俄斯：在女兒懇求下，收留漂流至此的奧德修斯，聆聽奧德修斯十年海上漂流的故事後協助他返家。
- 波利菲莫斯：海神波賽頓之子，為一食人巨人，奧德修斯為逃出其洞窟刺傷他其中一隻眼睛，憤而請求其父為他報仇。
- 埃奧洛斯：風神，贈與奧德修斯風囊助其返鄉。奧德修斯的伙伴解開皮囊後，一行人又回到埃奧利野島，他拒絕再度幫助奧德修斯，個性變幻莫測。
- 喀耳刻：說人話的女神，其法力能馴服豺狼虎豹，也能將人變成豬。之後和奧德修斯化敵為友，收留奧德修斯和他的伙伴一年，並指引他前往陰間，請示先知指點未來。
- 泰瑞夏斯：底比斯人，為一盲先知，其亡魂在陰間為奧德修斯預示未來命運。
- 賽蓮：海中女妖，以歌聲迷惑航海人，使之忘記歸途。奧德修斯命伙伴塞住耳朵，將自己綁在船上，成功避開賽蓮姐妹的誘惑。
- 卡呂普索：將奧德修斯困在奧古吉亞島上七年，殷勤侍奉他並希望奧德修斯成為她的丈夫，最後在宙斯的要求下才答應讓奧德修斯離開。
- 佩涅羅珀：奧德修斯之妻，在奧德修斯海上流浪十年之際堅守未嫁，美麗且具有觀察力。
- 鐵拉馬庫斯：奧德修斯之子，在雅典娜幫助下與父親重逢，並協助父親將圖謀不軌者清除，個性深思熟慮。
- 安提諾俄斯：求婚者之一，吝嗇、對乞丐態度惡劣。
- 梅蘭妥(Melantho)：奧德修斯家的侍女，是尤如馬科斯(Eurymachus)的情人。
- 尤丽克莱亚：奧德修斯父子的奶媽、忠心侍主。

| 奧德修斯個性                                             | 說明                                                                                     |
| -------------------------------------------------------- | ---------------------------------------------------------------------------------------- |
| 在與驚濤駭浪和妖魔鬼怪的搏鬥中，勇敢地戰勝了無數次艱險。 |                                                                                          |
| 重情重義                                                 | 多次為逝去的伙伴感到不捨。                                                               |
| 足智多謀                                                 | 想出妙計刺傷圓目巨人之眼並拯救伙伴逃離其洞窟。                                           |
| 得意忘形                                                 | 離開圓目巨人島後挑釁巨人，被下詛咒，歷經十年才得以返家。                                 |
| 忍辱負重                                                 | 喬裝成乞丐進城時聽聞求婚者對他污辱、譏笑，奧德修斯不輕舉妄動，並等待時機一舉殲滅求婚者。 |
| 堅忍不拔                                                 | 一路上抵抗食蓮族、喀耳刻、賽蓮和卡呂普索的誘惑，雖然曾經動搖，最終仍堅定返鄉意志。       |

## 內容

### 第一部分
雅典娜懇求宙斯讓奧德修斯平安返家，並假扮凡人來到伊塔卡，看到求婚人在佩涅羅珀家門口白吃白喝。雅典娜向剛成年的王子鐵拉馬庫斯透露奧德修斯的蹤跡，鼓勵他召開公民會議並去向聶斯托和梅內勞斯打聽父親下落。鐵拉馬庫斯受到鼓舞，脫胎換骨，突然醒悟這位客人是永生的女神。
鐵拉馬庫斯召集阿凱阿人開展會議，憤慨控訴求婚人的惡性。而求婚人反而怪罪佩涅羅珀用為拉頁帖斯織壽衣的計謀來拖延時間。宙斯派遣神鷹顯示警兆，勇士哈利特賽斯解讀兆象，求婚人卻不以為意。鐵拉馬庫斯的出海計劃遭到求婚人的嘲笑。雅典娜幻化成塔菲亞(Taphians)人之王蒙托爾(Mentes)，催促鐵拉馬庫斯上路。雅典娜準備好快船，替鐵拉馬庫斯做行前準備，陪他出海。
鐵拉馬庫斯和雅典娜前往皮洛斯拜訪聶斯托，聶斯托告知他們戰友們歸鄉的境況，卻不知道奧德修斯的情況。雅典娜化成海鵰消失，聶斯托派兒子佩西斯剎托斯(Peisistratus)陪同鐵拉馬庫斯前往斯巴達拜訪梅內勞斯。
鐵拉馬庫斯和佩西斯剎托斯到達斯巴達拜訪梅內勞斯和海倫夫婦，梅內勞斯談論起了自己歸鄉的路程和與奧德修斯的情誼。在鐵拉馬庫斯表明來意後，梅內勞斯講述自己滯留埃及後去尋找海界大老普若透斯，海界大老告知艾阿斯、阿格門儂已死亡的事實和奧德修斯被仙女卡呂普索困在孤島上的境況。求婚人聽說鐵拉馬庫斯挑選了地方上最優秀的人出航，非常震驚並醞釀計謀在鐵拉馬庫斯歸途用青銅利器刺殺他。雅典娜造出其妹妹伊芙緹美的幻影送到宮殿安慰佩涅羅珀。

### 第二部分
在奧林帕斯神宮，雅典娜向宙斯抱怨奧德修斯的遭遇，宙斯便派神使前往奧古吉亞要卡呂普索放人，卡呂普索雖然不滿但也只能發頓牢騷。她甚至允諾給奧德修斯永生只求他繼續跟她同居，奧德修斯仍然拒絕了。隔天奧德修斯開始建造木筏，接著出海。十七天後，波賽頓看見他便掀起狂風猛浪，奧德修斯九死一生，被海浪沖到費阿克斯海灘，赤裸著身體跑進橄欖樹叢避難。
雅典娜託夢給費阿克斯的公主瑙西卡建議他去海邊洗衣服，可望遇見如意郎君。公主和女僕洗好衣服在河邊玩球，巧遇狼狽的奧德修斯，她接受了奧德修斯的求救，給他衣服穿還指引她入宮懇求她的父母，以獲得援助。
雅典娜幻化成小女孩，指示奧德修斯進宮的路線。他進入王宮大殿，懇求王后阿瑞忒和國王阿爾喀諾俄斯送他返鄉，國王答應了。晚餐時，王后問起奧德修斯的來歷，奧德修斯雖然講了自己與女神同居到離開的經歷，卻沒有透露自己是誰。國王挽留奧德修斯做女婿，但被奧德修斯婉拒了，國王也尊重他的選擇。
費阿克斯人決定護送奧德修斯回鄉，他們在出海前舉辦了盛宴招待奧德修斯，宴席間請盲詩人戴莫多寇斯唱歌助興，歌詞內容是特洛伊戰爭期間奧德修斯和阿基里斯吵架的事。奧德修斯忍不住掩面哭泣。宴會後舉行運動競賽，有人諷刺奧德修斯是生意人，不懂運動。奧德修斯當場露了一手讓費阿克斯人心服口服，接下來的宴會中戴莫多寇斯唱了戰神和阿芙蘿戴蒂的緋聞故事，緩和先前的緊張氣氛。奧德修斯接著點唱木馬屠城的故事，聽得痛哭流涕，引來阿基諾俄人問起奧德修斯的身份。

### 第三部分
奧德修斯回應阿爾喀諾俄斯的疑問，並詳細敘述自己離開特洛伊後在海上漂流十年的經歷。奧德修斯一行人在色雷斯打劫基寇涅斯人後，船隊偏離航道途經食忘鄉果的食蓮族之地，抵達圓目巨人族的島嶼，好奇的奧德修斯誤闖波利菲莫斯的洞窟，以勇氣和謀略率領夥伴逃出，巨人因其眼睛遭刺瞎呼叫請求父親海神波塞冬為他復仇。
奧德修斯率領伙伴抵達風神埃奧洛斯的島嶼，獲贈風囊助其返鄉，皮囊卻遭其妒忌的伙伴解開，一陣暴風又將一行人吹回埃奧利野島，風神不願再次相助。接著抵達食人魔賴楚岡尼人之地，唯奧德修斯的船倖免於攻擊。下一站是喀耳刻所住的艾艾野島，他的伙伴被變成豬，奧德修斯得到赫梅斯相助成功解救同伴並與喀耳刻同居一年，之後請她指示返鄉之途，奧德修斯必須先前往陰間請示泰瑞夏斯的亡魂。
奧德修斯航抵陰間後舉行祭亡儀式，見到泰瑞夏斯的亡魂，獲知自己未來的命運；見到母親安提克勒婭的亡魂，得知家中近況；見到歷代名媛、昔日戰友以及受罰的亡魂，聆聽他們的故事和忠告，並離開陰間。
重返陽世後，喀耳刻向奧德修斯預告前程的危難，並指示化解之道。他們避開賽蓮姐妹的誘惑、穿越絲庫拉斷崖和卡茹柏笛絲漩渦，抵達翠納基野島。他的伙伴不敵飢餓，趁奧德修斯入睡時屠宰太陽神赫遼絲的聖牛飽餐一頓，太陽神憤而告知宙斯，威脅將陰陽倒錯，宙斯發威，奧德修斯的伙伴全數罹難，他獨自漂流到卡呂普索的奧古吉亞島。

### 第四部分
阿爾喀諾俄斯盛宴款待外，他備齊珠寶、水手、船隻，派人護送奧德修斯返家。然而，仍對奧德修斯懷有心結的海神波塞冬，為奧德修斯的返家之路添上最後一道難關：以煙霧覆蓋、群山環繞船隻，使眾人認不出島嶼。而好不容易靠岸醒來的奧德修斯，因多年未見故土，竟認不得。正當苦惱到何處時，變身牧羊人的女神雅典娜現身，告訴他他已來到故居—伊塔卡。同時，女神也幫她張羅財寶藏匿處、把奧德修斯喬裝成乞丐，協助他為之後赶跑求婚者做準備。
忠僕尤麥俄斯熱情款待喬裝成乞丐的奧德修斯（後簡稱「乞丐」），乞丐則一邊打探關於他和妻兒的消息。從僕人口中得知他的求婚者霸佔自家、成天盼望和佩涅羅珀成婚，然多苦盼許久，大家都不相信德修斯還在世。此時，乞丐向忠僕保證，奧德修斯一年內必會回家，向對其妻小無理的人報仇。忠僕問及乞丐身世時，乞丐喬裝克里特的望族之後，將編造的故事娓娓道來，並提及某次遇難，從救命恩人受泰斯普羅提亞人口中得知奧德修斯正在返家的消息，增強自己的說服力，然而忠僕最終仍不採信。酒足飯飽後，乞丐又說起第二個故事，講述作戰時，奧德修斯如何康慷的借他斗篷穿，為的是希望豬宦他們同樣禮遇他。故事尾聲，豬宦們慷慨給予斗篷，再次印證他的真誠待客之心。
雅典娜來到奧德修斯之子鐵拉馬庫斯所在處，督促他急速返家，同時，警告他有求婚者埋伏準備殺他、應如何避難，以及請忠心耿耿的豬宦通知母親—佩涅羅珀他安然返家的消息。歸心似箭的鐵拉馬庫斯迅速告別款待他的家庭，在眾神的幫助下，快速航行回家園。另一方面，仍寄居豬宦家的乞丐一方面繼續測試豬宦的好客是否真誠，一方面聊起豬宦的身世。聽到豬宦悲慘的身世，乞丐感嘆他們同是天涯淪落人。
鐵拉馬庫斯的船終於抵達家土。他吩咐豬宦進城向母親佩涅羅珀傳達他返家的消息。當豬宦離開時，女神雅典娜現身將乞丐變回原本英挺、睿智的模樣，與兒子相認，並共謀驅趕求婚者之計。此時，豬宦抵達城中向佩涅羅珀報告佳音。得知謀害鐵拉馬庫斯之計沒成功的求婚者，紛紛表示驚恐，籌劃該如何再謀殺他，或奪取財產求佩涅羅珀。而後豬宦返回農舍，向鐵拉馬庫斯和奧德修斯證實求婚者意圖謀害前者的訊息。

### 第五部分
奧德修斯的兒子鐵拉馬庫斯返家之後立刻探望他的母親—佩涅羅珀，隨後鐵拉馬庫斯邀請外鄉人一同回家，鐵拉馬庫斯請養豬者尤麥俄斯帶奧德修斯進城乞討，而奧德修斯也瀟灑地接受進城的建議，正當奧德修斯和豬倌尤麥俄斯前往進城的路途中，碰到了佩涅羅珀的求婚者，求婚者對奧德修斯言語侮辱、譏笑他窮困的處境，甚至攻擊奧德修斯，儘管奧德修斯面對這些侮辱，他也不輕舉妄動地回擊對方，之後奧德修斯和尤麥俄斯在路上聞到宴會食物的香氣撲鼻，他們開始討論誰進去宴會、誰負責在外留守，而趴在一旁的狗阿果斯(Argos)因為聽到主人的聲音而豎起耳朵，奧德修斯走進阿果斯疑惑這隻狗為何身處糞堆中，尤麥俄斯則感嘆阿果斯先前的英勇健壯，然而因為其主人過世也未得到女主人妥善的照顧，所以年老體衰，奧德修斯和尤麥俄斯進入奧德修斯的家後，鐵拉馬庫斯給奧德修斯一個精美的籃子讓他向在場的求婚人乞討，奧德修斯向安提諾俄斯乞討並訴說自己歷險受難的過程，卻遭到惡言相向，奧德修斯因此向眾人訴說安提諾俄斯的惡行，眾人因此批評安提諾俄斯的惡劣行徑，佩涅羅珀得知外鄉人（奧德修本人）知道自己丈夫的消息後，急忙請外鄉人前來告知，但假裝是外鄉人的奧德修斯堅持等到天黑才願意跟佩涅羅珀見面。
在伊塔卡鎮上還有另一個乞丐伊諾斯(Arnaeus)，他想將奧德修斯從門檻趕走，奧德修斯和伊諾斯因此陷入爭執，安提諾俄斯帶頭煽動求婚人們在旁邊看好戲，當奧德修斯展現健壯的身材時，伊諾斯恐懼至發抖，結果奧德修斯輕易地將伊諾斯打敗，安提諾俄斯因此對假扮為外鄉人的奧德修斯產生尊敬之心，奧德修斯藉機警告求婚人們不要霸佔他人財產和妻子，否則會遭受厄運，佩涅羅珀得知外鄉人和伊諾斯的衝突之後，她指責鐵拉馬庫斯沒有使外鄉人免於欺負，之後便回憶起奧德修斯出門打仗前對自己的叮嚀，和感嘆現代的求婚風氣不像以往，現在的求婚者只靠禮物的物質虛榮打動心動之人，而非表達內心的真實情感，此時安提諾俄斯在旁又提醒佩涅羅珀應該要接受求婚者們提供的禮物。
奧德修斯建議僕人們多多陪伴佩涅羅珀的、分擔她的思念之努，侍女梅蘭妥批評外鄉人，認為他沒有資格命令家中的僕人，並且用尖酸吝嗇的語氣和外鄉人講話，奧德修斯嚴厲地告知若梅蘭妥不尊重他，則她將受到鐵拉馬庫斯的懲罰，不僅受到梅蘭妥刻薄的對待，尤如馬科斯接著諷刺有著外鄉人外表的奧德修斯，聽見奧德修斯沉穩回答後，尤如馬科斯惱羞成怒地拿腳凳砸奧德修斯，沒料到奧德修斯身手矯健地閃過，而腳凳卻砸到僕人，宴會氣氛被破壞後求婚者紛紛都對奧德修斯更不滿，而鐵拉馬庫斯則表示不歡迎這群求婚者繼續待在家裡，在一陣酣酒之後，求婚者一哄而散，奧德修斯家終於不再嘈雜。
奧德修斯告訴鐵拉馬庫斯要將兵器收藏並保養好以備不時之需，他們父子一起整理兵器和盔甲，此時雅典娜的現身使鐵拉馬庫斯感到驚艷，而奧德修斯提醒兒子不張揚有雅典娜協助他們的此事，由於女僕梅蘭妥看見外鄉人還繼續留在家中，所以他再次破口大罵外鄉人厚臉皮地賴在奧德修斯家，被佩涅羅珀聽見後，梅蘭妥遭女主人佩涅羅珀的責罵，佩涅羅珀接著趕緊向外鄉人詢問自己丈夫的下落，並說明自從丈夫離去後當權者紛紛向她求婚，而佩涅羅珀為了不答應任何一人的求婚，因此藉口若完成織造壽衣就會答應求婚，但事實上她在夜裡將織好的衣服剪掉，但後來宮中僕人將洩漏，因此求婚者們知道後就威脅佩涅羅珀要趕緊接受求婚，在佩涅羅珀的追問下，奧德修斯為自己的身分編造了故事，他以外鄉人的身分訴說著與奧德修斯相處情形，聽到關於丈夫的事情，佩涅羅珀不禁哭泣，而奧德修斯在一旁只能忍住不安慰她，經過佩涅羅珀的考驗後證明外鄉人所說的是可信的，但佩涅羅珀更加傷心，而奧德修斯以外鄉人的身分向佩涅羅珀說奧德修斯即將返家，聽到外鄉人所敘述的一切，使佩涅羅珀更下定決心要好好款待外鄉人，因此命令家僕用心服侍外鄉人且不得無禮，否則會被受懲罰，奧德修斯指定老婦人幫他洗腳，奶媽尤如克蕾雅向外鄉人說他的聲音、身材和腳與奧德修斯極相似，當尤如克蕾雅看見外鄉人腳上的疤痕時，她認出了外鄉人就是奧德修斯，並回憶起奧德修斯因打獵被野豬傷害，所以留下了疤痕，奶媽因為太過高興而差點洩漏奧德修斯的身分，但她答應奧德修斯會保守秘密。
佩涅羅珀向外鄉人詢問自己的夢境，外鄉人告訴她那是奧德修斯將殺死求婚者的寓言故事，然而佩涅羅珀宣布她將在隔天舉辦一個競賽，若有求婚者的箭術能向奧德修斯一樣精準，她就會答應他的求婚，但外鄉人有信心地說奧德修斯一定會趕回來阻止自己的妻子被求婚者帶走。

### 第六部分
受不了眾多求婚者的長久以來的騷擾，佩涅羅珀宣布只要有人能拉開奧德修斯的大弓，一箭射穿十二把斧頭上的孔，就能成功迎娶她，奧德修斯扮裝成破爛的乞丐，趁大家不注意時悄悄關起宮殿的大門，讓大家無法進出，射箭大賽中追求者無人能把弓拉開，這時奧德修斯扮成的乞丐說自己也想挑戰，雖然眾人都不相信他能成功但佩涅羅珀同意讓他試試看。
奧德修斯不費力就把大弓拉開，並一箭射向求婚者的首腦安提諾俄斯，向眾求婚者宣戰，與兒子鐵拉馬庫斯並肩作戰，最後奧德斯以才智取勝，廳堂佈滿了求婚者的屍體。奧德修斯和奶媽克茹克蕾雅相見，克茹克蕾雅認出奧德修斯，為他終於回家而高興不已，眾女眷們誠心歡迎奧德修斯返家。
奶媽告訴佩涅羅珀說她朝思暮想的奧德修斯已經返家，起初佩涅羅珀不信，相隔太久她無法相信自己的丈夫就是眼前外表骯髒破爛的乞丐，即使那麼長的時間過去，他心中的奧德修斯一直是年輕俊美的樣子，但奧德修斯在重新打扮著裝、並說出婚床的秘密後，臥床不可能被搬動這件事只有奧德修斯知道，夫妻終於相認，闊別二十年後奧德修和妻子佩涅羅珀團圓。
赫梅斯引領被奧德修斯殺死的求婚者的亡魂前往陰間；在果園裡奧德修斯以被野豬撞傷的傷疤與自己的父親拉頁帖斯相認，終於三代團圓；求婚者的家屬非常悲憤，決定向奧德修斯復仇，以人海戰術挑戰奧德修斯，戰爭一觸即發，女神雅典娜適時出現並出手干預，最終迎來長久的和平。

## 分析

### 題材剪裁
本作的敘述從接近高潮的中間開始，敘述發生在奧德修斯飄泊的第十年，並且只集中敘述此後四十天里發生的事，此前發生的事則由奧德修斯應費埃克斯王阿爾喀諾俄斯的要求追敘。所有情節都不背逆圍繞一個行動的原則。即使鐵拉馬庫斯探詢父訊的情節。

### 主題分析
主題一：傲慢
許多神話中，眾神會懲罰極度驕傲或過分自信的人，來使他們學會自我克制和耐心。奧德修斯為自己的特洛伊冒險感到自豪。因此上帝以遠離家鄉、並在歸途中經歷重重考驗來懲罰他。奧德修斯用了十年的時間才回到他忠實的妻子佩涅羅珀和兒子鐵拉馬庫斯身邊。他面對的挑戰有喀耳刻、卡吕普索的魔力，獨眼巨人的憤怒以及無數的冒險。但他最終打敗了傲慢的追求者、贏得勝利。這意味著他的傲慢罪行在長期遭受苦難後得到了寬恕。
主題二： 賓主之道
史詩中有幾個展現賓主之道（Xenia）的例子，這些例子體現了作為主人待客時應該和不應該的行為。斯克里亞給奧德修斯提供食物和住所，讓他安全回家，展現了一種模範的賓主之道，這是一個主人應該做的事情。波利菲莫斯表現出負面的賓主之道。他給奧德修斯唯一的「禮物」就是他最後會吃掉他。卡吕普索也體現了不佳的賓主之道，因為她不允許奧德修斯離開她的島嶼。
主題三：英雄主義
英雄主義意味著克服內部和外部的敵人。奧德修斯在漫長的回家之旅中面臨許多誘惑和挑戰。他不僅克服了這些外部挑戰，而且還克服了內心衝突。他憑藉他的機智擊敗了獨眼巨人，憑藉勇氣擊敗了斯庫拉和卡律布狄斯。
主題四：誘惑
誘惑的範圍從感官享受到飢餓滿足或自豪感。當奧德修斯的士兵看到食蓮人時，他們立即陷入了誘惑之中。奧德修也受到了喀耳刻的美麗誘惑，但他在關鍵時刻拯救了自己。這表現了他與他的船員有多麼不同。在奧德修斯最終到達家中時，他並沒有陷入與他地盤上的追求者作鬥爭的誘惑。他克制自己、等待合適的時間再有所行動。這種落入誘惑和克制自己的差異使他與眾不同。

## 影響

### 小說
- 《尤利西斯》（Ulysses）：是愛爾蘭作家詹姆斯·乔伊斯的作品，1922年出版，小說的名字來自希臘神話英雄尤利西斯（Odysseus），人物、章節和內容經常表現出和荷馬史詩《奧德賽》的平行對應關係。
- 《無知》（L’ignorance）：作者為米兰·昆德拉，作者引用《奧德賽》中的經典段落，表達返鄉的主題，對照捷克流亡海外的人內心的鄉愁與恐懼，以「鄉愁」、「回歸」、「祖國」等作為主題。
- 《克雷的橋》（Bridge of Clay）：作者為馬克斯·蘇薩克，故事中最重要的主題是親情，故事人物鄧巴家的祖父母、父母以及鄧巴家五兄弟都喜歡讀《奧德賽》這本書，鄧巴的母親離家時也帶著這本書，整本小說的許多名字也直接套用希臘神話中的人物。

### 電影
- 《奥德赛》（The Odyssey）（1997）：主要根據荷馬的史詩改編而成，導演是希臘人Andrei Konchalovsky。《饑餓遊戲》團隊也將改編、拍攝《奧德賽》，由知名導演Francis Lawrence執導。
- 《2001太空漫遊》（2001: A Space Odyssey）（1968）：由史丹利．庫柏力克（Stanley Kubrick）導演執導，影片靈感Arthur C. Clarke的小說《The Sentinel》，而這本小說是以《奧德賽》為藍本寫出的科幻小說，希臘史詩中奧德修斯在海洋上漂流，電影中化身奧德修斯的大衛像是宇宙奧德賽一樣，在太空中漫遊。
- 《不可能的任務：全面瓦解》（2018）：不可能的任務系列第六部《不可能的任務：全面瓦解》（Mission: Impossible – Fallout）以《奧德賽》作為任務訊息，一開頭彷彿就暗示了主角要通過重重難關，克服考驗後才能回家團聚。飾演主角的伊森韓特（Ethan Hunt）的湯姆克魯斯（Tom Cruise）表示受到這本史詩的啟發，自己的角色、不可能任務情報局（IMF）小組等的經歷都是一場漫長而充滿挑戰的旅程。
- 《奧德賽 (電影)》（The Odyssey）（2026）：《奧德賽》（英語：The Odyssey）是一部2026年英美合拍史詩動作片，改編自荷馬的同名古希臘史詩，由克里斯多福·諾蘭編導。拍攝於2025年2月在英國、摩洛哥和義大利等地開始進行。電影預算預計為2.5億美元，將成為諾蘭職業生涯中最昂貴的電影。《奧德賽》由環球影業排定2026年7月17日於美國上映

### 音樂
- 2016年諾貝爾文學獎得主巴布．狄倫（Bob Dylan），他在演講中提到了《奧德賽》對他在音樂創作上的深遠影響，也列舉了受到《奧德賽》啟發的其他歌手的歌曲，例如《Homeward Bound》、《Green, Green Grass of Home》、《Home on the Eange》等，都是和歸鄉有關的作品。
- 《史詩：音樂劇》（EPIC:The Musical）：一部改編自《奧德賽》的音樂劇，由網絡音樂製作人Jorge Rivera-Herrans編寫，內容以五個主題專輯組成。

### 遊戲
刺客教條奧德賽-2018年10月2日

## 延伸阅读
- 呂健忠譯，荷馬著，《荷馬史詩：奧德賽》，臺北，書林，2018年。
- 金隄譯，詹姆斯‧喬伊斯（James Joyce）著，《尤利西斯》（Ulysses），臺北，九歌，2022年。
- 馬新嵐譯，馬格斯‧朱薩克（Markus Zusak）著，《克雷的橋》（Bridge of Clay），臺北，木馬文化，2019年。
- 尉遲秀譯，米蘭‧昆德拉（Milan Kundera）著，《無知》，臺北，皇冠，2017年。